# Las Villas (Grado)
Las Villas es una parroquia del concejo de Grado, en el Principado de Asturias (España). Alberga una población de 21 habitantes (INE 2022) en 37 viviendas. Ocupa una extensión de 13,32 km².
Está situada en la zona sur del concejo. Limita al norte con la parroquia de Villamarín; al este con la de Villabre, del concejo de Yernes y Tameza; al sureste, con la de Villamayor, en el concejo de Teverga; al sur con la de Tolinas; y al oeste con la de San Martín de Ondes, en Belmonte de Miranda.
El templo parroquial se halla en el lugar de Las Villas. En su mayor parte, data del siglo XIX, tal y como señala la inscripción situada sobre su portada. No obstante, su ábside parece anterior, similar al modelo existente en otros templos de la zona, de planta cuadrada con cubierta en bóveda y canecillos carentes de ornamentación al exterior. Estos rasgos, definen un sobrio estilo románico rural. Según se refleja en las pruebas de limpieza de sangre del inquisidor Álvaro Díaz de Cienfuegos, el templo era de titularidad de la familia Patallo de Noceda hasta finales del siglo XV.
Se celebra con oficio religioso y romería la festividad de Nuestra Señora del Rosario el tercer domingo de octubre. También se celebran sólo con oficio religioso, el Corpus y el Cristo, este último el 14 de septiembre.
Por otra parte, cabe destacar que el apellido Patallo, extendido ya por casi toda la zona central de Asturias, es originario de esta parroquia. Las primeras referencias se encuentras en las ya mencionadas pruebas de limpieza de sangre del inquisidor Álvaro Díaz, en que se nombra a su bisabuela Catalina Patallo o Catalina González.
A mediados del siglo XVII, según los libros parroquiales de Las Villas, existían tres ramas de este apellido. Los Patallo, de Noceda, los Patallo de los Casorios, y los Patallo-Miranda, estos dos últimos del lugar de Las Villas.
Debió de existir alguna construcción tipo torre, porque en una relación antigua de la fincas pertenecientes a la rama de los Patallo-Miranda aparece la denominada finca de "La Torre".
Durante el siglo XV, los vecinos de la parroquia pleitearon contra la poderosa familia Miranda por la titularidad de los montes y brañas de Terreros, Tablados, Buxobrin, Cabralbos y Jordón. Los vecinos denuncian la presencia de un personaje "fascineroso" que prende sus ganados en el monte Jordón, y que este personaje está protegido por personas poderosas. Por sentencia judicial de 1498 finalmente se le adjudica la titularidad de estas brañas y montes a Diego de Miranda.

## Poblaciones
Según el nomenclátor de 2022 la parroquia está formada por las poblaciones de:
- Noceda (lugar): 5 habitantes.
- Las Villas (lugar): 16 habitantes.

El lugar de Las Villas se asienta en el tercio inferior de la ladera de la vertiente occidental de la cuenca alta del río Cubia, orientado al este, a una altura entre 550 y 600 m s. n. m. Dista unos 23 km de la capital del concejo, Grado, desde la que se accede por las carreteras AS-311 y GR-5.
Por el extremo sureste del término parroquial, en el límite con Teverga, discurre el ramal de la ruta de La Mesa que se dirige al valle del río Trubia.